# Michal Hvorecký
Michal Hvorecký (Pozsony, 1976. december 29. –) szlovák író, publicista.

## Pályafutása
A nyitrai Konstantin Filozófus Egyetemen esztétikát tanult.
2004-ben az University of Iowa írói kollégiumát vezette. Irodalmi tevékenysége mellett társalapítója a pozsonyi Wilsonic elektronikus zenei fesztiválnak. Publicisztikái a SME című szlovákiai újságban jelennek meg. 2012-ben a Gorilla-tüntetések egyik szónoka volt.

## Művei
Eddig négy regénye, két színdarabja és egy esszékötete jelent meg. Műveit német, lengyel, cseh és olasz nyelvre fordították le, darabjait német és osztrák színházak is bemutatták.
- Silný pocit čistoty (1998)
- Lovci a zberači (1998)
- Posledný hit (Ikar, Pozsony, 2003)
- Plyš  (Albert Marenčin – Vydavateľstvo PT, Pozsony, 2005)
- Eskorta (Albert Marenčin – Vydavateľstvo PT, Pozsony, 2007)
- Pastiersky list (Albert Marenčin – Vydavateľstvo PT, Pozsony, 2008)
- Dunaj v Amerike (Albert Marenčin – Vydavateľstvo PT, Pozsony, 2010)

### Magyarul
- Tahiti utópia. Trianon után – a szlovákok (és persze a magyarok) alternatív történelme; ford. György Norbert; Európa, Bp., 2022

## Külső hivatkozások
- A Wikimédia Commons tartalmaz Michal Hvorecký témájú kategóriát.
- Michal Hvorecký honlapja (szlovákul)
- Másik honlap (németül)